# Schlüssiges Handeln
Schlüssiges Handeln, auch schlüssiges Verhalten, stillschweigende Willenserklärung oder konkludentes Handeln  (lateinisch concludere ‚folgern‘, ‚einen Schluss ziehen‘) bezeichnet in der Rechtswissenschaft eine Handlung, die auf eine bestimmte Willenserklärung schließen lässt, ohne dass diese Erklärung in der Handlung ausdrücklich erfolgt ist.
Abzugrenzen hiervon ist das Schweigen, welches in der Regel keine Willenserklärung darstellt. Unter Kaufleuten kann das Stillschweigen dagegen einer Zustimmungserklärung zu einer Handlung, Aufforderung, einem Angebot gleichstehen, die der Schweigende wahrgenommen hat oder die an ihn gerichtet war (gilt für Deutschland → § 362 HGB, aber nicht für Österreich).
Im Zivilrecht spricht man von einer konkludenten Willenserklärung, wenn sie ohne ausdrückliche Erklärung durch schlüssiges Verhalten abgegeben wird. Die Willenserklärung wird also aus den Handlungen des Erklärenden abgeleitet.

## Beispiele
- Der Kunde, der im Supermarkt Ware auf das Kassenband legt, erklärt, diese kaufen zu wollen.
- Das hochgehobene Glas im Lokal bedeutet: „Ich bestelle noch einmal das gleiche Getränk.“
- Das Heben der Hand während einer Versteigerung wird als Abgabe eines Gebotes verstanden (vgl. den Lehrbuchfall der Trierer Weinversteigerung, siehe auch Verkehrssitte).
- Das Passieren des grün gekennzeichneten Zolltores bei der Einreise nach Deutschland ist eine konkludente Zollanmeldung und besagt: „Ich erkläre, nichts zu verzollen zu haben!“
- Auszahlung einer Steuererstattung oder Steuervergütung durch das Finanzamt nach einer Steueranmeldung.[1]

Die Willenserklärung ist auch daher rechtlich so zu sehen, dass sie eben nicht am buchstäblichen Sinne haftet (§ 133 BGB analog). Das heißt zum einen, dass man nicht unbedingt bei der Willenserklärung alle rechtlichen Aspekte darin hervorrufen muss, zum anderen auch, dass die Willenserklärung nicht nur in einer gewissen Ausdrucksform Rechtsgültigkeit erlangt.

## Common Law
Im anglo-amerikanischen Rechtskreis wird ein Verhalten, das eine Person auch ohne ihren ausdrücklichen Willen rechtlich bindet, als Acquiescence bezeichnet.